# Downary
Downary [dɔvˈnarɨ] est un village polonais de la gmina de Goniądz dans le powiat de Mońki et dans la voïvodie de Podlachie. Il se situe à environ 6 kilomètres au sud-ouest de Goniądz, à 9 kilomètres au nord-ouest de Mońki et à 49 kilomètres au nord-ouest de Bialystok. 